# کیتلین مک‌کلاتچی
کیتلین مک‌کلاتچی (به انگلیسی: Caitlin McClatchey) (زادهٔ ۲۸ نوامبر ۱۹۸۵) شناگر اهل بریتانیا است.